# American dream

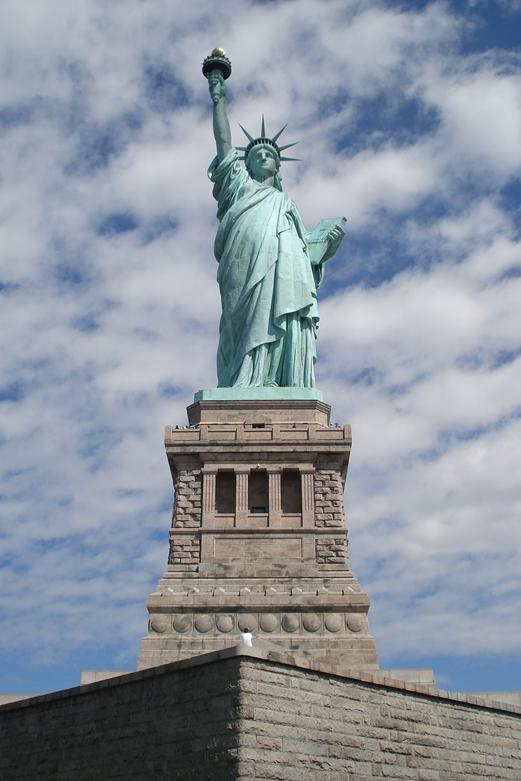
Dla wielu imigrantów, Statua Wolności była ich pierwszym widokiem który zobaczyli płynąc do Stanów Zjednoczonych, co oznaczało nowe możliwości w życiu. Statua jest charakterystycznym symbolem amerykańskiego snu.

American dream – dosł. amerykańskie marzenie (sen) – narodowy etos Stanów Zjednoczonych wyrażający ideały demokracji, równości i wolności, na których budowano USA, amerykański sposób życia, amerykańskie społeczeństwo i kulturę.
Często używany również w znaczeniu „spełnienia swojego american dream”, czyli "dorobienia się", doznania szczęścia poprzez ułożenia sobie życia, założenia rodziny, stworzenia 'domu marzeń', spełnienia w życiu osobistym według ogólnie przyjętych i propagowanych w bogatych społeczeństwach norm itp.
W definicji American dream Jamesa Truslowa Adamsa w 1931 roku:

życie powinno być lepsze i bogatsze i pełniejsze dla wszystkich, możliwość każdemu według zdolności czy osiągnięcia niezależnie od klasy społecznej i miejsca urodzin

Pomysł American dream jest zakorzeniony w Deklaracji Niepodległości Stanów Zjednoczonych Ameryki, która głosi, że "wszyscy ludzie stworzeni są równymi" i że "Stwórca obdarzył ich pewnymi nienaruszalnymi prawami", obejmującymi ”prawo do życia, wolność i dążenia do szczęścia”.

## American dreamw filmie
Idea amerykańskiego snu była ukazywana i propagowana w licznych filmach, jak choćby w Gorączce złota (1925), Obywatelu Kane (1941), To wspaniałe życie (1946), My Fair Lady (1964), Chłopcy z ferajny (1990), Dawno temu w Ameryce (1984), The Secret of My Success (1987) czy Forrest Gump (1994).
Równie często była wykpiwana i krytykowana, jak na przykład w filmie American Beauty (1999).